# Calvyn Snelgar
Calvyn Snelgar (ur. 3 grudnia 1971) – nowozelandzki judoka.
Uczestnik mistrzostw świata w 1993, 1997, 1999 i  2001. Startował w Pucharze Świata w latach 1998-2000. Dwukrotne na podium mistrzostw Wspólnoty Narodów. Zdobył trzy medale mistrzostw Oceanii w latach 1998 - 2000. Mistrz kraju w 1992, 1997, 1998, 2000, 2001 i 2002 roku.